# Micropora aequilateralis
Micropora aequilateralis är en mossdjursart som beskrevs av Jean-Loup d'Hondt och Gordon 1999. Micropora aequilateralis ingår i släktet Micropora och familjen Microporidae. Inga underarter finns listade i Catalogue of Life.